# Nyssodrysina spreta
Nyssodrysina spreta là một loài bọ cánh cứng trong họ Cerambycidae.